# NGC 6161
NGC 6161 é uma galáxia espiral (Sc) localizada na direcção da constelação de Hercules. Possui uma declinação de +32° 48' 37" e uma ascensão recta de 16 horas, 28 minutos e 20,6 segundos.
A galáxia NGC 6161 foi descoberta em 30 de Junho de 1870 por Édouard Jean-Marie Stephan.